# البهائية في بنغلاديش
تعود أصول الديانة البهائية في بنغلاديش إلى ما قبل استقلالها، عندما كانت جزءًا من الحكم البريطاني. تعود جذور الديانة البهائية في المنطقة إلى الأيام الأولى للديانة البابية في عام 1844.
خلال حياة بهاءالله، بصفته مؤسس الدين، شجع بعض أتباعه على الانتقال إلى الهند. ربما كان جمال أفندي هو أول من أُرسل وأُوقف في دكا أكثر من مرة. كان أول ظهور للبهائيين في المنطقة التي أصبحت فيما بعد بنغلاديش عندما قبلت مجموعة بنغالية من شيتاغونغ الدين أثناء وجودها في بورما. بحلول عام 1950 كان هناك عدد كافٍ من أعضاء الدين لانتخاب الجمعيات الروحية المحلية في شيتاغونغ ودكا. العدد الإجمالي للبهائيين في بنغلاديش صغير جدًا بحيث لا يكون له أي تأثير مباشر كبير على المجتمع ككل. ومع ذلك، قدرت الموسوعة المسيحية العالمية عدد سكان البهائيين في بنغلاديش بنحو 9603 نسمة في عام 2010. يتعرض البهائيون للاضطهاد على نطاق واسع في بنغلاديش. وفقًا لصحيفة The Business Standard يبلغ عدد السكان حوالي 300000 نسمة.

## الفترة المبكرة
يعود تاريخ الدين البهائي في بنغلاديش إلى ما قبل استقلالها عندما كانت جزءًا من الهند. تعود جذور الديانة البهائية في المنطقة إلى الأيام الأولى للديانة البابية في عام 1844. من المعروف وجود أربعة بابيين من الهند في هذه الفترة المبكرة؛ وليس من المعروف من أي منطقة فرعية أتوا، ولكن على الأقل كان بعضهم معروفًا بالصوفية وكان بعضهم يُطلق عليهم لقب سيد. الأول هو الشيخ سعيد هندي، أحد حروف الأحياء، الذي كان من مكان ما في ما كان يُعرف آنذاك بالهند. أُدرج أربعة هنود آخرين ضمن البابيين البالغ عددهم 318 الذين قاتلوا في معركة حصن طبرسي.

### الفترة البهائية المبكرة
خلال حياة بهاءالله، بصفته مؤسس الدين، شجع بعض أتباعه على الانتقال إلى الهند. في عام 1878، انتقل أحد البهائيين عبر شيتاغونغ ودكا، في طريقه إلى بورما من كلكتا. ربما كان هذا جمال أفندي، أحد البهائيين الأوائل الذين سافروا إلى هناك. ومع ذلك فمن الواضح أن أفندي قام برحلة ثانية إلى جنوب شرق آسيا في حوالي عامي 1884 و1885. وقد طلب بهاء الله من أفندي العودة إلى المنطقة وهذه المرة برفقة السيد مصطفى. انطلقوا إلى الهند وتوقفوا في النهاية في دكا، عاصمة بنجلاديش، حيث التقوا ببعض الأشخاص بما في ذلك أستاذ اللغة العربية في كلية دكا. وبعد ذلك بوقت طويل، حوالي عام 1891، خُلط بين جمال أفندي والإرهابي وأفادت عنه عملاء بريطانيون بين السكان الهنود، وهو ما أكدته السجلات الموجودة في الأرشيف الوطني للحكومة الهندية. بعد وفاة بهاء الله، وبما أن قيادة الدين انتقلت إلى عبد البهاء، فقد أرسل بدوره المزيد من الممثلين بدلاً منه - من الفرس والأمريكيين.
في وقت مبكر من عام 1910، حثت المؤسسات البهائية في أمريكا المجتمع الوطني في الهند/بورما على التمييز بشكل واضح عن الإسلام. بدأت الأنشطة المنسقة على المستوى الوطني وبلغت ذروتها في ديسمبر 1920، مع انعقاد المؤتمر البهائي الأول لعموم الهند في بومباي لمدة ثلاثة أيام. وكان ممثلون عن الطوائف الدينية الرئيسية في الهند حاضرين، فضلاً عن مندوبين بهائيين من مختلف أنحاء البلاد.

### الفترة الوسطى
في عام 1923، وباعتبارها لا تزال جزءًا من الهند، شُكلت جمعية روحية وطنية إقليمية للهند وبورما والتي كانت تشمل آنذاك المنطقة التي كانت الآن جزءًا من بنجلاديش بالإضافة إلى باكستان. ومع ذلك، فإن أول البهائيين في المنطقة التي أصبحت فيما بعد بنغلاديش كان عندما قبلت مجموعة بنغالية من شيتاغونغ الدين أثناء وجودهم في بورما. في عام 1937، تُرجمت كتاب جون إيسلمونت " بهاء الله والعصر الجديد" ونشره باللغة البنغالية (بهاء الله ونبي زوغ) في شيتاغونغ تحت سلطة المجلس الروحي الوطني في الهند وبورما.
في عام 1941، عُين إينوك أولينغا، الذي أصبح لاحقًا بهائيًا بارزًا، في ما كان يُعرف آنذاك بباكستان الشرقية كعضو في الجيش البريطاني قبل أن يترك الجيش ويصبح عضوًا في الدين. بحلول عام 1950 كان عدد أعضاء الدين كافيا لبدء إنشاء الهيئات الإدارية. كانت هذه هي الجمعيات الروحية المحلية البهائية و أُنتخبت في شيتاغونغ ودكا. مع الاستقلال كجزء من باكستان في عام 1958، انتخب شرق وغرب باكستان جمعية وطنية منفصلة عن الهند. في عام 1959 سافر محمد مصطفى إلى ليبيريا و كُلف بمعالجة بعض المخاوف الإسلامية بشأن الإيمان البهائي. وقد نُشر هذا في النهاية تحت عنوان "بهاء الله: الإعلان الأعظم للقرآن" من خلال دار النشر البهائية في بنغلاديش. في عام 1960، انعقد مؤتمر تعليمي لباكستان الشرقية في دكا. بحلول عام 1963 كان هناك جمعية محلية إضافية في ميمينسينغ ومجموعات أصغر تتراوح بين 1 و9 أشخاص بالغين في جمالبور وميربور. بعد استقلال بنغلاديش في عام 1971، أُنتخبت الجمعية الوطنية لبنغلاديش بشكل منفصل في عام 1971. وبعد مرور عشر سنوات، أصبح للمؤتمر الوطني 61 مندوبًا. في عام 1974، زارت روحية خانوم البلاد، حتى أنها التقت بالرئيس محمد الله. في عام 1984، نُشر كتاب "صندوق البهائيين: وقت للتضحية" من قبل الجمعية الروحية الوطنية للبهائيين في بنغلاديش.

## في الآونة الأخيرة
وفي عام 1996 علق بيت العدل الأعظم قائلاً:
إن الجماعة البهائية في بنغلاديش، المزدهرة في قلب مجتمع مسلم، مصدر سعادة للعالم البهائي أجمع. في السنوات الأخيرة، وبسرعة مذهلة، بدأت هذه الجماعة تُحقق نجاحًا باهرًا في مجال التعليم، وواصلت توسعها الواسع والمستمر طوال الخطة الثلاثية. وقد أثبتت مؤسساتها قدرتها على حشد الموارد البشرية المتاحة لها، وقد ساهم من استجابوا للدعوة بتضحياتٍ وتفانٍ بالغ في نشر التعاليم الإلهية بين المسلمين والهندوس وأبناء القبائل في ذلك البلد. وقد نالوا بفضل نقاء دوافعهم وإخلاص جهودهم في تلبية احتياجات المجتمع تقديرًا من أعلى المستويات الحكومية. وتؤتي جهودهم لتعزيز المحبة والوحدة بين الأغلبية المسلمة والأقلية الهندوسية ثمارها المتزايدة، في شهادةٍ جلية على قوة وحي حضرة بهاء الله.

## المجتمع الحديث
في بنغلاديش، كان للبهائيين الحق في عقد اجتماعاتهم العامة، وإنشاء المراكز الأكاديمية، وتعليم عقيدتهم، وانتخاب مجالسهم الإدارية. ومع ذلك، صوتت حكومة بنغلاديش ضد قرار الأمم المتحدة بشأن حالة حقوق الإنسان في جمهورية إيران الإسلامية في 19 ديسمبر/كانون الأول 2001، والذي صدر رداً على اضطهاد البهائيين في إيران. ومع ذلك، فقد تمكن البهائيون في بنغلاديش من التنسيق والعمل في مجموعات. اجتمع حوالي 150 شخصًا لحضور مدرسة صيفية في عام 1977 وحضر حوالي 300 شخصًا المدرسة الشتوية التي عقدت في فبراير 1978. شاركت زينا سورابجي من الجماعة البهائية الدولية في منصة مع البابا يوحنا بولس الثاني أثناء زيارته للهند في عام 1999 و بُث الاجتماع عبر التلفزيون الفضائي. وتشير التقارير إلى أن البهائيين في عدد من البلدان، بما في ذلك بنغلاديش، شاهدوا البث. في عام 2008 تمكن حوالي 30 من أصل 200 بهائي من الحصول على جوازات سفر وتأشيرات والسفر من بنغلاديش إلى مؤتمر إقليمي دعا إليه بيت العدل الأعظم في كلكتا بالهند، على الرغم من أن العديد من إخوانهم المؤمنين لم يتمكنوا من القيام بالرحلة. ذهب البهائيون في مجموعات لطلب وثائق السفر الخاصة بهم، وانتظر العديد منهم لمدة تصل إلى ثلاثة أيام حتى يصلوا إلى الباب. في النهاية، رُفض معظمهم بدون تأشيرة.
منذ نشأتها، كان للدين دور في التنمية الاجتماعية والاقتصادية بدءًا من منح المزيد من الحرية للنساء، وترويج تعليم الإناث باعتباره أولوية، وقد عُبر عن هذه المشاركة عمليًا من خلال إنشاء المدارس والتعاونيات الزراعية والعيادات. ودخل الدين مرحلة جديدة من النشاط عندما صدرت رسالة بيت العدل الأعظم بتاريخ 20 أكتوبر 1983. وحث البهائيين على البحث عن طرق متوافقة مع التعاليم البهائية، والتي يمكنهم من خلالها المشاركة في التنمية الاجتماعية والاقتصادية للمجتمعات التي يعيشون فيها. في عام 1979، كان هناك 129 مشروعًا بهائيًا للتنمية الاجتماعية والاقتصادية معترفًا بها رسميًا في جميع أنحاء العالم. بمناسبة العام الدولي للطفل، أنشأ البهائيون في بنغلاديش مدارس تعليمية في ثلاث قرى. وبحلول عام 1987، ارتفع عدد مشاريع التنمية المعترف بها رسميا إلى 1482 مشروعا. يعمل البهائيون في بنغلاديش على تعزيز مصالحهم ومساهماتهم في بنغلاديش. حتى في وقت مبكر كانت هناك مدارس على مستوى القرية يديرها المجلس المحلي في منطقة جيسور. في عام 1981، أقيم المؤتمر الوطني الثاني للنساء البهائيات في بنغلاديش، والذي استقطب النساء البهائيات من بنغلاديش والهند وإيران وماليزيا وإيطاليا. في عام 1995 نشرت ثلاث صحف وطنية مقالات عن اجتماع عام نظمته الجمعية الروحية المحلية في خولنا للاحتفال بتأسيس الأمم المتحدة. كانت الخيام المقامة على أرض المركز البهائي مليئة بخمسين بهائيًا و200 ضيف استمعوا إلى الخطب ثم استمتعوا بأداء الأغاني التي كتبها الشباب البهائيون حول موضوع الوحدة والصداقة بين الأمم والأعراق على وجه الأرض. بعض طلاب معهد تنمية العصر الجديد، وهي منظمة غير حكومية تعليمية في الهند يديرها البهائيون، جاءوا من مجتمع البهائيين في بنغلاديش في عام 1997. في عام 1988، أنشأ الأطباء البهائيون معسكرات علاج مجانية. بالإضافة إلى العمل الجماعي، أصبح بعض الأفراد معروفين بمساهماتهم في المجتمع البنغلاديشي. البهائي ساماريندرا ناث جوسوامي، معروف جيدًا في بنغلاديش باعتباره الأمين العام لجمعية محامي الأقليات في بنغلاديش والمحامي البارز في المحكمة العليا في بنغلاديش وساهم في تأسيس مجلة قانونية ومدرستين للقانون. في عام 1994، قام بتحرير كتاب "مبادئ القانون الشخصي البهائي" الذي نشرته صحيفة بنغلاديش لو تايمز. في أوائل تسعينيات القرن العشرين، أُدرجت الشريعة البهائية في مناهج القانون بجامعة دكا. بايام أخافان، وهو بهائي ومحامي مشهور في مجال حقوق الإنسان، مثل الشيخة حسينة (رئيسة وزراء بنجلاديش سابقًا).
لقد شارك البهائيون في بنغلاديش في جهود مختلفة تؤثر على المجتمع في بنغلاديش. كان ممثلو البهائيين في بنغلاديش من بين الحاضرين في مؤتمر عقد في 19 ديسمبر 2003 تحت عنوان "التعليم: حق كل فتاة وصبي"، والذي نظمته الجماعة البهائية الدولية بدعم من صندوق الأمم المتحدة للطفولة ( اليونيسيف) وحكومة بنغلاديش من بين مؤسسات أخرى. وكان ممثلو المجتمع البهائي الدولي من بين المتحدثين في "مؤتمر التعاون بين الأديان من أجل السلام"، الذي عقد في 22 يونيو/حزيران 2005، وكانت حكومة بنغلاديش من بين الجهات الراعية. في ديسمبر/كانون الأول 2007، نظم مركز البحوث المتقدمة في العلوم الإنسانية بجامعة دكا ندوة حول "الدين البهائي والسلام العالمي" في قاعة المحاضرات بالجامعة برئاسة البروفيسور كازي نذر الإسلام (ليس الشخص البنغالي الشهير الذي يحمل نفس الاسم والذي توفي عام 1977) مدير المركز. قدمت الدكتورة موزجان بهار، أستاذة قسم اللغة الإنجليزية في الجامعة الأمريكية الدولية في بنغلاديش، الورقة الرئيسية في الندوة.

### التركيبة السكانية
ليس من المعروف عدد المجتمعات البهائية المنظمة الموجودة في بنغلاديش. في عام 2005، قدرت الموسوعة المسيحية العالمية عدد سكان البهائيين في بنغلاديش بنحو 10600 نسمة. هناك تقارير عن العديد من التحولات من نوفمبر 1988 إلى سبتمبر 1989 بما في ذلك العديد من شعب موندا وأراكان.

## قراءة إضافية
- علام، محمد جهانجير (2011). المعتقدات والتقاليد الدينية البهائية في بنغلاديش. المجلة الإلكترونية لعلم الاجتماع في بنغلاديش، 8:1، الصفحات 87-92.
- التسلسل الزمني والوثائق ذات الصلة على المكتبة البهائية على الإنترنت

قالب:Religion in Bangladesh
قالب:Religion in Bangladesh topics